# Alicia Smith
Alicia Smith (Tamworth, 27 settembre 1996) è una tennista australiana.

## Carriera
Alicia Smith ha vinto 1 titolo in singolare e 5 titoli in doppio nel circuito ITF in carriera. Il 10 agosto 2020 ha raggiunto il best ranking mondiale nel singolare, nr 662; il 9 marzo 2020 ha raggiunto il miglior piazzamento mondiale nel doppio, nr 394.
Ha fatto il suo debutto all'Australian Open 2017, partecipando nel doppio in coppia con Destanee Aiava, uscendo sconfitte al primo turno dal team composto da Lauren Davis e Megan Moulton-Levy.

## Statistiche ITF

### Singolare

#### Vittorie (1)
| Torneo $100.000 (0) |
| Torneo $80.000 (0)  |
| Torneo $60.000 (0)  |
| Torneo $40.000 (0)  |
| Torneo $25.000 (0)  |
| Torneo $15.000 (1)  |

| N. | Data            | Torneo                 | Superficie | Avversaria in finale | Punteggio   |
| 1. | 7 novembre 2021 | Archigen Cup, Solarino | Sintetico  | Federica Bilardo     | 6–3, 7-6(6) |

#### Sconfitte (1)
| Torneo $100.000 (0) |
| Torneo $80.000 (0)  |
| Torneo $60.000 (0)  |
| Torneo $40.000 (0)  |
| Torneo $25.000 (0)  |
| Torneo $15.000 (1)  |

| N. | Data           | Torneo                                            | Superficie | Avversaria in finale   | Punteggio   |
| 1. | 14 luglio 2024 | ITF World Tennis Tour Nakhon, Nakhon Si Thammarat | Cemento    | Patcharin Cheapchandej | 6(9)-7, 2-6 |

### Doppio

#### Vittorie (5)
| Torneo $100.000 (0) |
| Torneo $80.000 (0)  |
| Torneo $60.000 (0)  |
| Torneo $40.000 (0)  |
| Torneo $25.000 (2)  |
| Torneo $15.000 (3)  |

| N. | Data             | Torneo                                            | Superficie | Compagna        | Avversarie in finale               | Punteggio        |
| 1. | 21 dicembre 2018 | Magic Hotel Tours, Monastir                       | Cemento    | Chiara Scholl   | Giorgia Marchetti Angelica Raggi   | 6-1, 6-3         |
| 2. | 9 marzo 2019     | Mildura Grand Tennis International, Mildura       | Erba       | Alana Parnaby   | Olivia Rogowska Storm Sanders      | 3-6, 6-3, [10-8] |
| 3. | 29 luglio 2023   | Caloundra International, Caloundra                | Cemento    | Stefani Webb    | Nanari Katsumi Zara Larke          | 6-1, 6-2         |
| 4. | 16 marzo 2024    | Mildura Tennis International, Mildura             | Erba       | Tahlia Kokkinis | Punnin Kovapitukted Lu Jiajing     | 5-7, 6-2, [10-7] |
| 5. | 20 luglio 2024   | ITF World Tennis Tour Nakhon, Nakhon Si Thammarat | Cemento    | Monique Barry   | Jeong Bo-young Punnin Kovapitukted | 6-4, 6-3         |

#### Sconfitte (11)
| Torneo $100.000 (0) |
| Torneo $80.000 (0)  |
| Torneo $60.000 (1)  |
| Torneo $40.000 (0)  |
| Torneo $25.000 (3)  |
| Torneo $15.000 (7)  |

| N.  | Data             | Torneo                                            | Superficie  | Compagna              | Avversarie in finale                       | Punteggio           |
| 1.  | 27 aprile 2019   | Cancun Tennis Cup, Cancún                         | Cemento     | Madison Westby        | Andrea Renée Villarreal Marcela Zacarías   | w/o                 |
| 2.  | 31 agosto 2019   | Magic Tours, Tabarka                              | Terra rossa | Chelsea Vanhoutte     | Merel Hoedt Seone Mendez                   | 3-6, 5-7            |
| 3.  | 8 febbraio 2020  | Launceston Tennis International, Launceston       | Cemento     | Abigail Tere-Apisah   | Alison Bai Jaimee Fourlis                  | 6(4)-7, 3-6         |
| 4.  | 13 novembre 2021 | Topspin Energy Cup, Solarino                      | Sintetico   | Jacqueline Cabaj Awad | Virginia Ferrara Georgia Pedone            | 1-6, 6-1, [5-10]    |
| 5.  | 20 novembre 2021 | G&V Hospital Cup, Solarino                        | Sintetico   | Melania Delai         | Federica Urgesi Denise Valente             | 5-7, 7-6(4), [5-10] |
| 6.  | 4 dicembre 2021  | Lousada Indoor Open, Lousada                      | Cemento (i) | Jasmijn Gimbrère      | Celia Cerviño Ruiz Matilde Jorge           | 1-6, 4-6            |
| 7.  | 17 dicembre 2022 | World Tennis Tour Wellington Women's, Wellington  | Cemento     | Mia Repac             | Monique Adamczak Sophie McDonald           | 6-4, 1-6, [6-10]    |
| 8.  | 14 ottobre 2023  | Cairns Tennis International, Cairns               | Cemento     | Roisin Gilheany       | Destanee Aiava Taylah Preston              | 6(5)-7, 5-7         |
| 9.  | 2 dicembre 2023  | Gold Coast Tennis International, Gold Coast       | Cemento     | Melisa Ercan          | Roisin Gilheany Maya Joint                 | 6(3)-7, 1-6         |
| 10. | 13 luglio 2024   | ITF World Tennis Tour Nakhon, Nakhon Si Thammarat | Cemento     | Monique Barry         | Patcharin Cheapchandej Punnin Kovapitukted | 3-6, 1-6            |
| 11. | 15 marzo 2025    | Mildura International, Mildura                    | Erba        | Belle Thompson        | Lizette Cabrera Gabriella Da Silva-Fick    | 6-2, 3-6, [10-12]   |